# Resolutie 638 Veiligheidsraad Verenigde Naties
Resolutie 638 van de Veiligheidsraad van de Verenigde Naties werd aangenomen op 31 juli 1989. De resolutie veroordeelde gijzelingen en ontvoeringen als daden van terrorisme.

## Achtergrond
Op 28 juli 1989 ontvoerden Israëlische commando's Sjeik Abdul Karim Obeid, de leider van Hezbollah in Libanon, in het zuiden van dat land. De man werd onder meer verantwoordelijk geacht voor de ontvoering van een Amerikaanse marinier een jaar tevoren. Israël hoopte hem te gebruiken voor een gevangenenruil. Die ruil liet nog tot 2004 op zich wachten, toen Obeid samen met 400 Palestijnen en een dertigtal andere Arabische strijders werd geruild voor een Israëlisch zakenman en de stoffelijke resten van drie soldaten.
De Israëlische positie was dat de gijzelingen door terroristen de militaire optie hypothekeerde. De VN, en ook de VS, zagen de Israëlische actie echter als een aanzet tot een crisis. De Amerikaanse marinier werd immers verhangen door zijn ontvoerders.

## Inhoud
De Veiligheidsraad:
- is ontstemd over gijzelingen en ontvoeringen en het langdurig vasthouden van de gegijzelden;
- overweegt dat gijzeling en ontvoering van ernst zijn voor de internationale gemeenschap, de rechten van de slachtoffers en vriendschappelijke relaties en samenwerking tussen landen;
- herinnert aan de eerdere resoluties 579 en 618 die alle gijzelingen en ontvoeringen veroordeelden;
- denkt aan het Internationaal verdrag tegen het nemen van gijzelaars, het Verdrag inzake de voorkoming en bestraffing van misdrijven tegen internationaal beschermde personen, met inbegrip van diplomaten, het Verdrag ter bestrijding van onrechtmatige daden gericht tegen de veiligheid van de burgerluchtvaart, het Verdrag ter bestrijding van het wederrechtelijk in zijn macht brengen van luchtvaartuigen en andere relevante verdragen;

1. veroordeelt alle gijzelnames en ontvoeringen;
2. roept op tot de vrijlating van alle gijzelaars en ontvoerden ongeacht waar en door wie ze worden vastgehouden;
3. roept alle landen op om hun invloed aan te wenden om alle gegijzelden en ontvoerden vrij te krijgen en gijzelingen en ontvoeringen te voorkomen;
4. waardeert de inspanningen van de secretaris-generaal om gegijzelden en ontvoerden vrij te krijgen.
5. doet een oproep aan alle landen die het nog niet zijn om deel te nemen aan de vier bovenstaande verdragen;
6. dringt aan op verdere internationale samenwerking aan maatregelen ter voorkoming, vervolging en bestraffing van gijzelneming, ontvoering en internationaal terrorisme.

## Verwante resoluties
- Resolutie 579 Veiligheidsraad Verenigde Naties (1985)
- Resolutie 618 Veiligheidsraad Verenigde Naties (1988)

Lijst ·  627 ·  628 ·  629 ·  630 ·  631 ·  632 ·  633 ·  634 ·  635 ·  636 ·  637 ·  638 ·  639 ·  640 ·  641 ·  642 ·  643 ·  644 ·  645 ·  646